# Golden Road
Golden Road è un album in studio (il terzo in totale) del cantante country australiano Keith Urban, pubblicato nel 2002.

## Tracce
1. Somebody Like You – 5:23
2. Who Wouldn't Wanna Be Me – 4:15
3. Whenever I Run – 3:39
4. What About Me – 3:52
5. You'll Think of Me – 4:53
6. Jeans On – 3:33
7. You Look Good in My Shirt – 3:47
8. You're Not Alone Tonight – 3:31
9. You Won – 5:21
10. Song for Dad – 3:56
11. Raining on Sunday – 4:45
12. You're Not My God – 4:14
13. One Chord Song (traccia nascosta) – 2:13

## Classifiche
| Classifica (2002) | Posizione raggiunta |
| ----------------- | ------------------- |
| Australia         | 29                  |
| Stati Uniti       | 11                  |